# 云龙箭竹
云龙箭竹（学名：Fargesia papyrifera）为禾本科箭竹属下的一个种。

## 扩展阅读
- 維基物種上的相關：云龙箭竹